# Sydney (ville)
Pour les articles homonymes, voir Sydney (homonymie).
La Ville de Sydney (en anglais : City of Sydney) est une zone d'administration locale constituant le centre de l'agglomération de Sydney, située dans l'État de Nouvelle-Galles du Sud en Australie.

## Géographie
La ville de Sydney est formée du quartier des affaires et des quartiers environnants. Son territoire s'étend sur 25 km2 de Dawes Point et Bennelong Point au nord, sur la baie de Sydney, appelée également Port Jackson, jusqu'à Gardeners Road au sud, dans le quartier d'Alexandria.
Le quartier des affaires est délimité par Circular Quay et le port au nord, Macquarie Street à l'est et Liverpool Street au sud. 
Sydney est desservie par deux axes principaux de communication. Le premier traverse la ville du nord au sud en direction de Botany Bay et de l'aéroport. Le second se déroule à travers les quartiers de l'ouest de la ville et se poursuit vers les banlieues de la vallée de la Parramatta.
Bien que constituée principalement de zones fortement urbanisées, la ville comprend également de vastes zones végétalisées comme The Domain au nord-est ou le parc Moore au sud-est.

### Quartiers
- Alexandria
- Beaconsfield
- Bennelong Point
- Broadway
- Central
- Chinatown
- Chippendale
- Circular Quay
- Darling Harbour
- Darlinghurst
- Darlington
- Dawes Point
- The Domain
- East Sydney
- Elizabeth Bay
- Erskineville
- Eveleigh
- Forest Lodge
- Garden Island
- Glebe
- Goat Island
- Haymarket
- Kings Cross
- Macdonaldtown
- Millers Point
- Moore Park
- Paddington
- Potts Point
- Pyrmont
- Railway Square
- Redfern
- Rosebery
- Rushcutters Bay
- Strawberry Hills
- Surry Hills
- Sydney CBD
- The Rocks
- Ultimo
- Waterloo
- Woolloomooloo
- Wynyard
- Zetland

## Histoire
La « ville de Sydney » est fondée le 20 juillet 1842 par le Corporation Act et concernait les actuels Woolloomooloo, Surry Hills, Chippendale et Pyrmont, soit une aire de 11,65 km2. Six districts sont créés et délimités par des bornes. L'une de celles-ci est toujours présente face à Sydney Square. Elle est la deuxième municipalité fondée en Australie, deux ans après celle d'Adélaïde.
Les frontières de la ville ont changé assez régulièrement depuis 1900. La municipalité de Camperdown est fusionnée avec elle en 1909. Puis en 1949, Alexandria, Darlington, Erskineville, Newtown, Redfern, Glebe, Waterloo, et Paddington sont également incorporés. Les limites sont à nouveau modifiées en 1968 et plusieurs de ces quartiers détachés pour former la municipalité de Sydney Sud. Celle-ci est réincorporée à la ville en 1982, avant d'être de nouveau séparée en vertu du « City of Sydney Act » de 1988. À ce moment, la ville ne couvre plus qu'une surface de 6,19 km2. La dernière modification date de février 2004, avec la nouvelle fusion de Sydney et Sydney Sud.

## Démographie
| 2001   | 2006    | 2011    | 2016    | 2021    |
| ------ | ------- | ------- | ------- | ------- |
| 37 555 | 156 571 | 169 505 | 208 374 | 211 632 |

## Politique et administration
Les circonscriptions électorales de Sydney ont été sensiblement modifiées par les gouvernements de Nouvelle-Galles du Sud  au moins à quatre occasions depuis 1945, espérant donner ainsi un avantage au parti majoritaire au Parlement. Les gouvernements successifs des deux partis principaux, travailliste et le libéral, ont redessinés les démarcations électorales pour inclure les quartiers qui votent traditionnellement pour eux, et pour en exclure les quartiers traditionnellement hostiles.

### Administration municipale
La ville est administrée par un conseil municipal de dix membres, dont le lord-maire, élu pour un mandat de quatre ans. En raison de la pandémie de Covid-19, les élections prévues en septembre 2020 ont été reportées au 4 décembre 2021. Les dernières élections ont eu lieu le 14 septembre 2024. 
Le conseil et les services administratifs siègent à l'hôtel de ville.

### Liste des lords-maires
| Période                                  | Période        | Identité            | Étiquette    | Qualité |
| ---------------------------------------- | -------------- | ------------------- | ------------ | ------- |
| Les données manquantes sont à compléter. |                |                     |              |         |
| janvier 1989                             | septembre 1991 | Jeremy Bingham (en) |              |         |
| septembre 1991                           | avril 2003     | Frank Sartor (en)   | Indépendant  |         |
| avril 2003                               | mars 2004      | Lucy Turnbull       | Libérale     |         |
| 27 mars 2004                             | en cours       | Clover Moore        | Indépendante |         |

## Villes jumelées
- San Francisco (États-Unis)
- Nagoya (Japon)
- Tokyo (Japon)
- Wellington (Nouvelle-Zélande)
- Portsmouth (Royaume-Uni)
- Toronto (Canada)
- Florence (Italie)
- Paris (France)
- Hong Kong (Chine)